# Calliandra haematocephala
Calliandra haematocephala är en ärtväxtart som beskrevs av Justus Carl Hasskarl. Calliandra haematocephala ingår i släktet Calliandra och familjen ärtväxter.

## Underarter
Arten delas in i följande underarter:
- C. h. boliviana
- C. h. haematocephala

## Bildgalleri

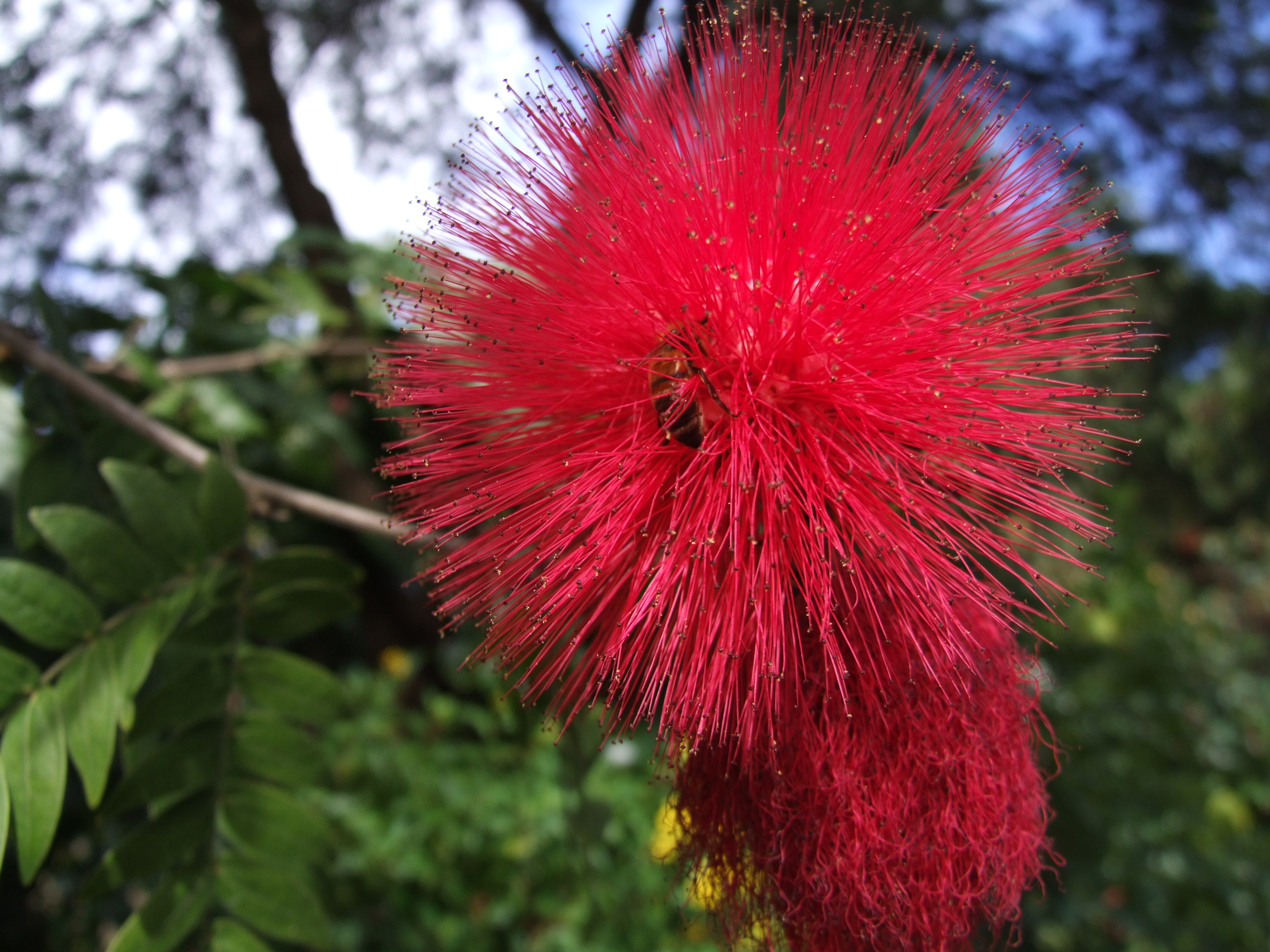
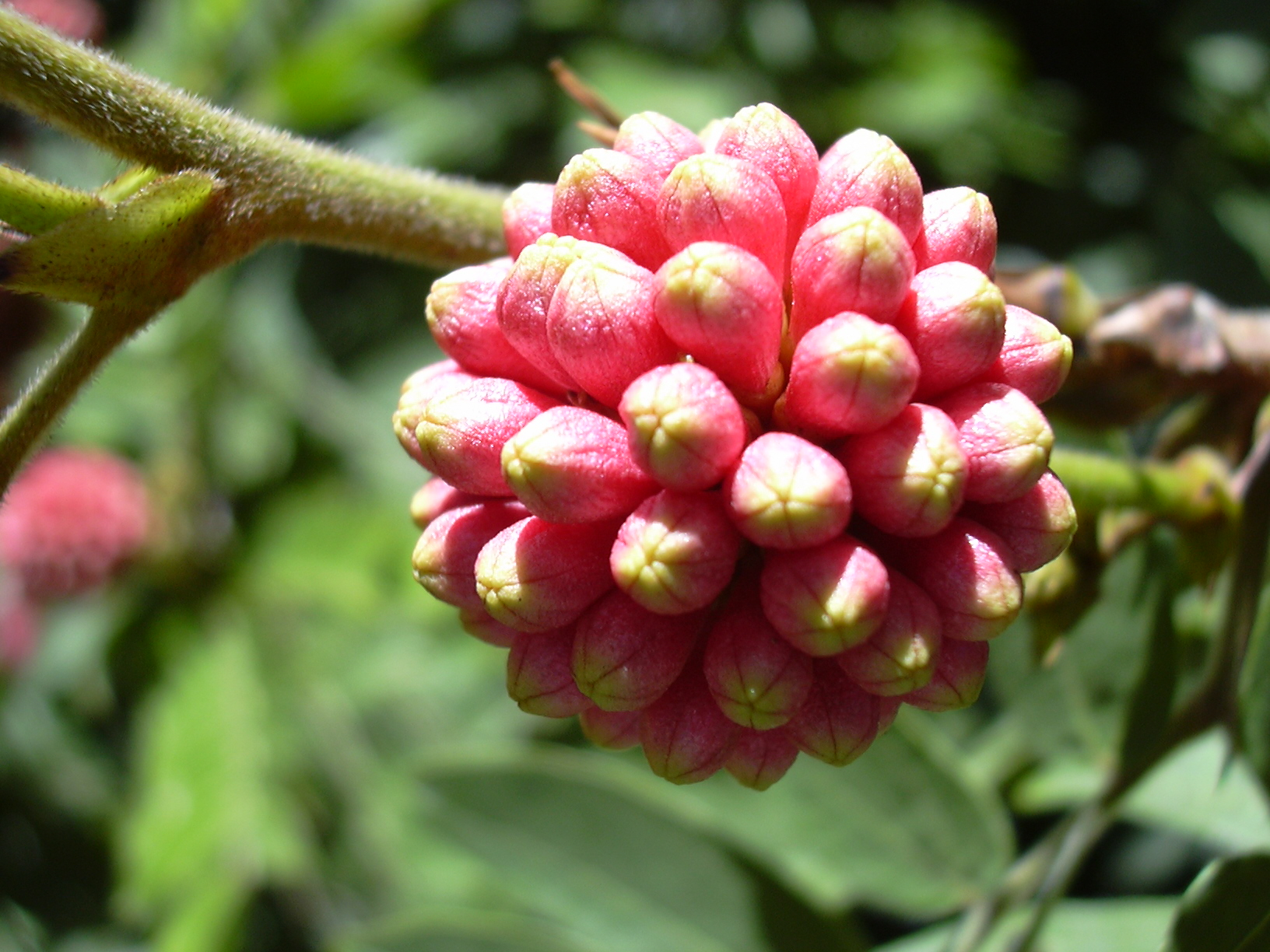
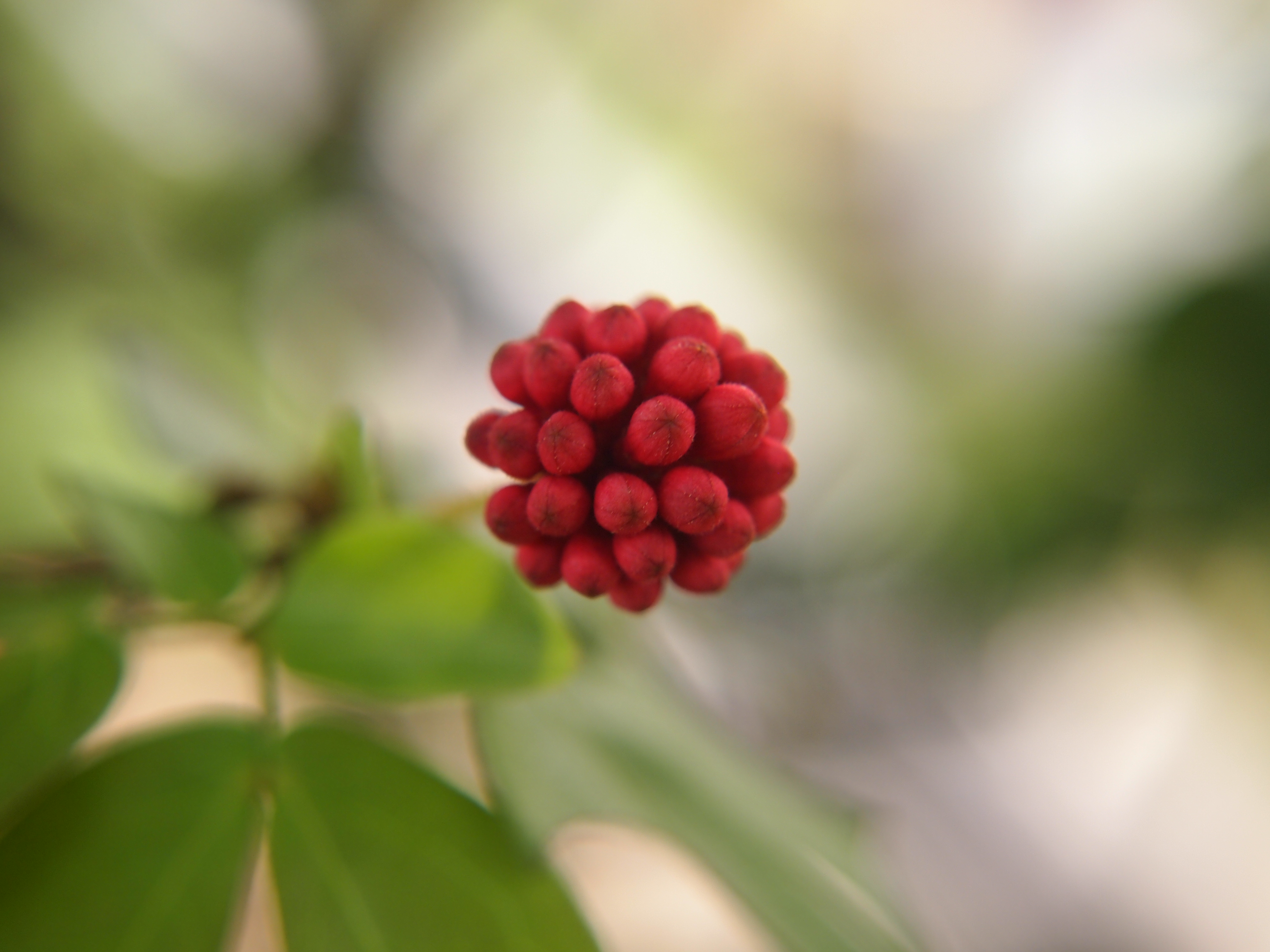
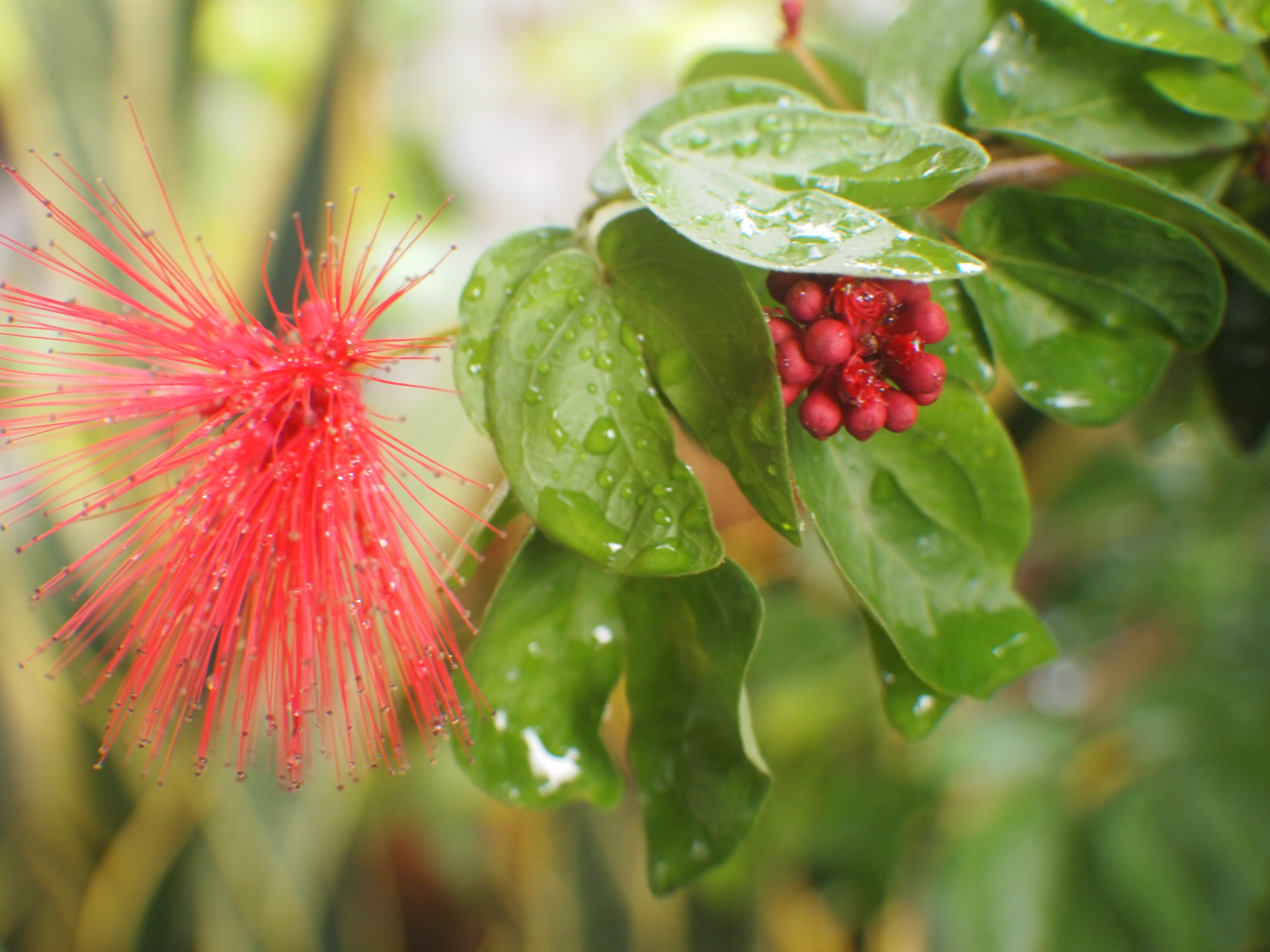
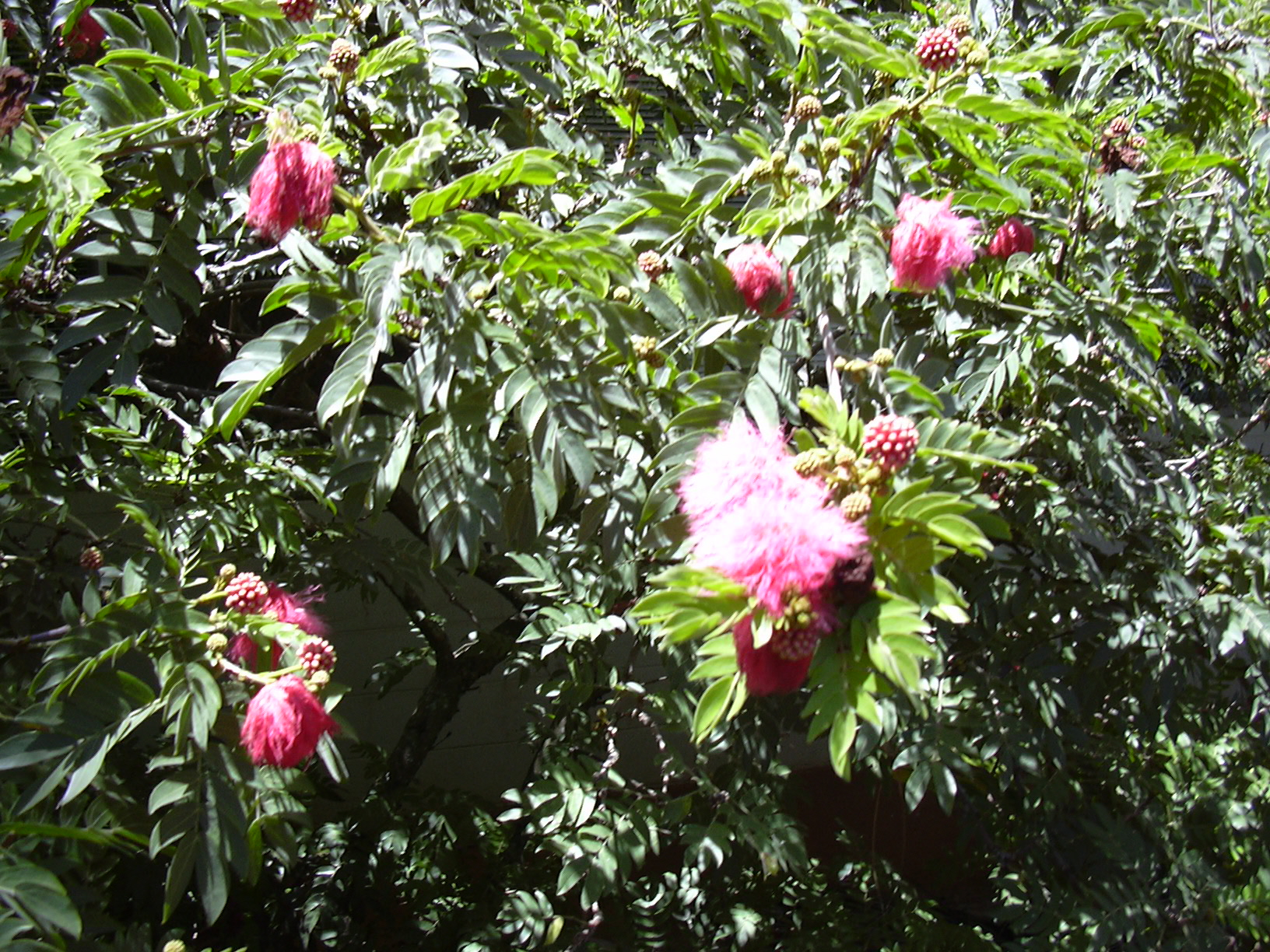
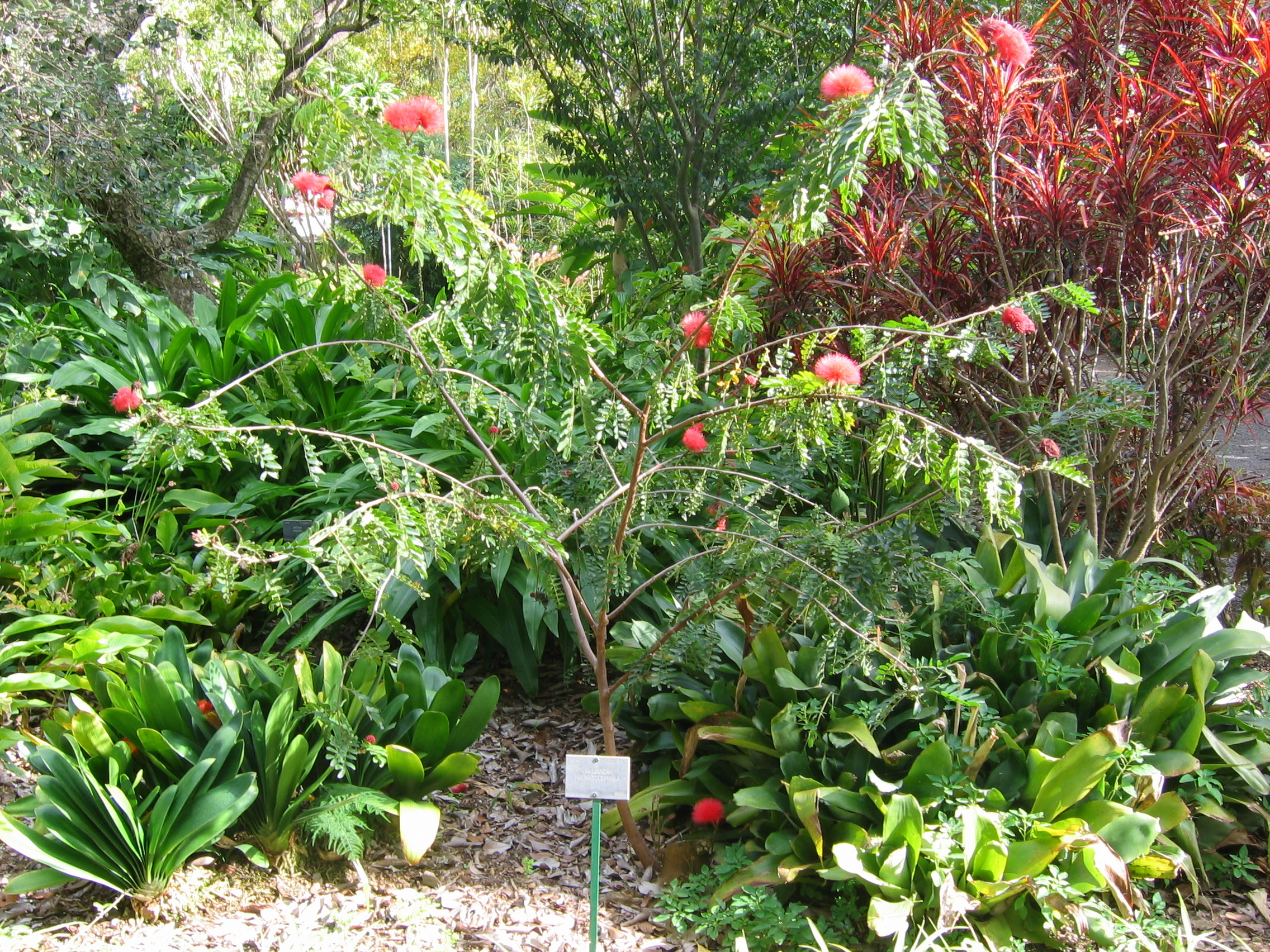